# Otto von Leitgeb
Otto Georg Ritter von Leitgeb (* 24. Oktober 1860 in Pola, Istrien; † 2. Oktober 1951 in Sandhof, Klagenfurt) war ein österreichischer Schriftsteller.

## Leben
Väterlicherseits stammte Leitgeb aus einem Geschlecht, das im 16. Jahrhundert aus Franken nach Österreich eingewandert war; die Mutter, Emilie Laban, war eine Ungarin. Im Herbst 1860 übersiedelte der Vater Georg, zuletzt Oberstleutnant in der Marine-Artillerie von Venedig, nach Pola, dem zentralen Kriegshafen der habsburgischen Monarchie. Dort, auf der Halbinsel Istrien, wurde Otto von Leitgeb geboren. Nach einer kurzen Zeit in Triest wuchs er ab 1869, dem Jahr, in dem sein Vater pensioniert wurde, in der Villa di Strazig nahe der Landstadt (damals ca. 15 000 Ew.) Görz auf, wo er zunächst die italienische Volksschule, dann eine deutsche Privatschule, schließlich das Staatsgymnasium besuchte. Die Familie blieb in einem italienischen Milieu stets den deutschen Traditionen verbunden. Nach der Matura (1880) studierte Leitgeb Jus in Wien (Gastsemester in Heidelberg), dann in Innsbruck und wieder in Wien, ehe er 1884 in Graz zum Doktor der Rechte promoviert wurde. Nach Wanderjahren, die ihn unter anderem nach Tirol und Kärnten führten, lebte Leitgeb nach 1887, dem Todesjahr des Vaters, als freier Schriftsteller wieder in der elterlichen Villa bei Görz, seit 1898 vermählt mit Antonie Irene Freiin von Reyer. Zu Beginn des Ersten Weltkriegs ließ er sich in Kärnten (nahe Klagenfurt) nieder.
Otto von Leitgeb hat sich weder als Dramatiker noch als Lyriker versucht, vielmehr ausschließlich Prosa veröffentlicht, teils historische Sujets aufgreifend (»Das Gänsemännlein« spielt im alten Nürnberg, Sidera Cordis im Friaul des 15. Jahrhunderts), häufiger aber die Gegenwart des Habsburger Südens darstellend. Er blieb zeitlebens Realist, nahm dabei aber behutsam – als Beispiel die Novelle In memoriam – die impressionistischen Tendenzen der Wiener Moderne um 1900 auf. Als seine bedeutendsten literarischen Leistungen dürfen die drei Friauler Novellen Der arme Herr Moretti, Der verlassene Gott und Das Gelübde gelten.

## Werke
- Ausklang. Zwei Novellen (Schwester Brigitte, Ein Geigenlied; Leipzig 1896)
- Das Gänsemännlein. Eine Erzählung (Stuttgart 1899)
- Psyche. Novellen (Stuttgart 1899)
- Um Liebe. Vier Novellen (Stuttgart 1900)
- Sidera cordis. Ein Roman aus Friaul (Stuttgart und Leipzig 1901)
- Der verlassene Gott. Novellen (Stuttgart und Leipzig 1902)
- Die stumme Mühle. Roman (Berlin 1903)
- Bedrängte Herzen. Novellen (Berlin 1904)
- Sonnensplitter. Roman (Berlin 1907)
- Das Hohelied. Novellen (Berlin 1913)